# Gran Premio de Francia de Motociclismo de 1987
El Gran Premio de Francia de Motociclismo de 1987 fue la octava prueba de la temporada 1987 del Campeonato Mundial de Motociclismo. El Gran Premio se disputó el 19 de julio de 1987 en el Circuito Le Mans Bugatti.

## Resultados 500cc
En una carrera caracterizada por la lluvia, se impuso el estadounidense Randy Mamola por delante del italiano Pierfrancesco Chili y el francés Christian Sarron. En la clasificación general, sigue al mando el australiano Wayne Gardner por delante de Mamola y Eddie Lawson.
| Pos.     | Piloto              | Equipo    | Tiempo     | Pts. |
| -------- | ------------------- | --------- | ---------- | ---- |
| 1        | Randy Mamola        | Yamaha    | 58.43.50   | 15   |
| 2        | Pierfrancesco Chili | Honda     | 59.17.68   | 12   |
| 3        | Christian Sarron    | Yamaha    | 59.24.14   | 10   |
| 4        | Wayne Gardner       | Honda     | 59.27.69   | 8    |
| 5        | Ron Haslam          | Elf-Honda | 59.33.75   | 6    |
| 6        | Kenny Irons         | Suzuki    | 59.49.52   | 5    |
| 7        | Niall Mackenzie     | Yamaha    | 1.00.17.03 | 4    |
| 8        | Shunji Yatsushiro   | Honda     | 1.00.22.35 | 3    |
| 9        | Kevin Schwantz      | Suzuki    | 1.00.22.89 | 2    |
| 10       | Roger Burnett       | Honda     | 1.00.41.37 | 1    |
| 11       | Marco Gentile       | Fior      | 1 Vuelta   |      |
| 12       | Manfred Fischer     | Honda     | 1 Vuelta   |      |
| 13       | Simon Buckmaster    | Honda     | 1 Vuelta   |      |
| 14       | Silvo Habat         | Honda     | 1 Vuelta   |      |
| 15       | Maarten Duyzers     | Honda     | 2 Vueltas  |      |
| 16       | Vittorio Scatola    | Paton     | 2 Vueltas  |      |
| 17       | Daniel Amatriaín    | Honda     | 2 Vueltas  |      |
| 18       | Daniel Pauget       | Honda     | 2 Vueltas  |      |
| 19       | Rachel Nicotte      | Suzuki    | 2 Vueltas  |      |
| 20       | Ian Pratt           | Suzuki    | 2 Vueltas  |      |
| 21       | Alan Jeffery        | Suzuki    | 3 Vueltas  |      |
| 22       | Louis-Luc Maisto    | Honda     | 3 Vueltas  |      |
| Ret      | Fabio Barchitta     | Honda     | Ret        |      |
| Ret      | Kees van der Endt   | Honda     | Ret        |      |
| Ret      | Hervé Guilleux      | Fior      | Ret        |      |
| Ret      | Bruno Kneubühler    | Honda     | Ret        |      |
| Ret      | Eddie Lawson        | Yamaha    | Ret        |      |
| Ret      | Andreas Leuthe      | Honda     | Ret        |      |
| Ret      | Robert McElnea      | Yamaha    | Ret        |      |
| Ret      | Wolfgang von Muralt | Suzuki    | Ret        |      |
| Ret      | Didier de Radiguès  | Cagiva    | Ret        |      |
| Ret      | Gustav Reiner       | Honda     | Ret        |      |
| Ret      | Ari Rämö            | Honda     | Ret        |      |
| Ret      | Raymond Roche       | Cagiva    | Ret        |      |
| Ret      | Richard Scott       | Yamaha    | Ret        |      |
| Ret      | Alessandro Valesi   | Honda     | Ret        |      |
| DNQ      | Ray Swann           | Honda     | DNQ        |      |
| DNQ      | Rolf Aljes          | Suzuki    | DNQ        |      |
| DNQ      | Tadahiko Taira      | Yamaha    | DNQ        |      |
| DNQ      | Stelio Marmaras     | Suzuki    | DNQ        |      |
| Sources: |                     |           |            |      |

## Resultados 250cc
Con la victoria en esta carrera, la primera del a temporada para él, el alemán Reinhold Roth se vuelve a colocar al frente de la clasificaciópn general, con 15 puntos de ventaja sobre su compatriota Anton Mang que se retiró en esta prueba. En el segundo puesto llegó el francés Dominique Sarron mientras que el tercer fue el español Carlos Cardús.
| Pos. | Piloto                 | Moto     | Tiempo    | Pts. |
| ---- | ---------------------- | -------- | --------- | ---- |
| 1    | Reinhold Roth          | Honda    | 49.46.33  | 15   |
| 2    | Dominique Sarron       | Honda    | 50.01.88  | 12   |
| 3    | Carlos Cardús          | Honda    | 50.08.27  | 10   |
| 4    | Sito Pons              | Honda    | 50.14.45  | 8    |
| 5    | Manfred Herweh         | Honda    | 50.17.22  | 6    |
| 6    | Hans Lindner           | Honda    | 50.21.01  | 5    |
| 7    | Loris Reggiani         | Aprilia  | 50.28.88  | 4    |
| 8    | Jean-Philippe Ruggia   | Yamaha   | 50.33.04  | 3    |
| 9    | Donnie McLeod          | EMC      | 50.33.40  | 2    |
| 10   | Martin Wimmer          | Yamaha   | 50.59.17  | 1    |
| 11   | Alberto Puig           | JJ Cobas | 51.06.88  |      |
| 12   | Hervé Duffard          | Honda    | 51.12.05  |      |
| 13   | Urs Lüzi               | Honda    | 51.16.11  |      |
| 14   | Andreas Preining       | Rotax    | 51.19.83  |      |
| 15   | Luca Cadalora          | Yamaha   | 1 Vuelta  |      |
| 16   | Garry Cowan            | Honda    | 1 Vuelta  |      |
| 17   | Bruno Bonhuil          | Honda    | 1 Vuelta  |      |
| 18   | Nedy Crotta            | Rotax    | 1 Vuelta  |      |
| 19   | René Delaby            | Yamaha   | 1 Vuelta  |      |
| 20   | Englebert Neumair      | Rotax    | 1 Vuelta  |      |
| 21   | Christian Boudinot     | Fior     | 2 Vueltas |      |
| 22   | Alain Bronec           | Honda    | 3 Vueltas |      |
| Ret  | Guy Bertin             | Honda    | Ret       |      |
| Ret  | Jean-François Baldé    | Honda    | Ret       |      |
| Ret  | Stefano Caracchi       | Honda    | Ret       |      |
| Ret  | Javier Cardelús        | JJ Cobas | Ret       |      |
| Ret  | Jacques Cornu          | Honda    | Ret       |      |
| Ret  | Harald Eckl            | Honda    | Ret       |      |
| Ret  | Jean Foray             | Yamaha   | Ret       |      |
| Ret  | Patrick Igoa           | Yamaha   | Ret       |      |
| Ret  | Carlos Lavado          | Yamaha   | Ret       |      |
| Ret  | Anton Mang             | Honda    | Ret       |      |
| Ret  | Stéphane Mertens       | Honda    | Ret       |      |
| Ret  | Jean-Michel Mattioli   | Yamaha   | Ret       |      |
| Ret  | Ivan Palazzese         | Yamaha   | Ret       |      |
| Ret  | Jochen Schmid          | Yamaha   | Ret       |      |
| DNS  | Juan Garriga           | Yamaha   | DNS       |      |
| DNQ  | Didier Bordeaux        | Yamaha   | DNQ       |      |
| DNQ  | Marcellino Lucchi      | Honda    | DNQ       |      |
| DNQ  | Bernard Haenggeli      | Yamaha   | DNQ       |      |
| DNQ  | Urs Jücker             | Yamaha   | DNQ       |      |
| DNQ  | Jean-Louis Guignabodet | Honda    | DNQ       |      |
| DNQ  | Richard Gauthier       | Yamaha   | DNQ       |      |
| DNQ  | Bruno Sparza           | Honda    | DNQ       |      |
| DNQ  | Alberto Rota           | Honda    | DNQ       |      |
| DNQ  | Etienne Quartararo     | Honda    | DNQ       |      |
| DNQ  | Siegfried Minich       | Honda    | DNQ       |      |
| DNQ  | Michel Galbit          | JBB      | DNQ       |      |
| DNQ  | Fausto Ricci           | Honda    | DNQ       |      |
| DNQ  | Philippe Pagano        | Yamaha   | DNQ       |      |

## Resultados 125cc
La lluvia no impidió otra victoria de Fausto Gresini, sexta en seis Grandes Premios disputada hasta la fecha. Por detrás llegaron los italianos Ezio Gianola y Bruno Casanova.
| Pos. | Piloto                 | Moto     | Tiempo    | Pts. |
| ---- | ---------------------- | -------- | --------- | ---- |
| 1    | Fausto Gresini         | Garelli  | 47.37.84  | 15   |
| 2    | Ezio Gianola           | Honda    | 48.20.76  | 12   |
| 3    | Bruno Casanova         | Garelli  | 48.33.34  | 10   |
| 4    | Mike Leitner           | MBA      | 48.43.61  | 8    |
| 5    | Paolo Casoli           | Moto AGV | 48.57.33  | 6    |
| 6    | Johnny Wickström       | Tunturi  | 49.15.80  | 5    |
| 7    | Domenico Brigaglia     | Moto AGV | 49.22.50  | 4    |
| 8    | Olivier Liégeois       | Assmex   | 49.34.36  | 3    |
| 9    | Gastone Grassetti      | MBA      | 49.48.98  | 2    |
| 10   | Flemming Kistrup       | MBA      | 49.57.19  | 1    |
| 11   | Adi Stadler            | MBA      | 1 Vuelta  |      |
| 12   | Willy Pérez            | Zanella  | 1 Vuelta  |      |
| 13   | Allan Scott            | EMC      | 1 Vuelta  |      |
| 14   | Håkan Olsson           | Starol   | 1 Vuelta  |      |
| 15   | Iván Troisi            | MBA      | 1 Vuelta  |      |
| 16   | Michel Escudier        | MBA      | 1 Vuelta  |      |
| 17   | Denis Longueville      | MBA      | 1 Vuelta  |      |
| 18   | Andrés Sánchez         | Ducados  | 2 Vueltas |      |
| 19   | Laurent Chapeau        | MBA      | 3 Vueltas |      |
| Ret  | Robin Appleyard        | MBA      | Ret       |      |
| Ret  | Christian Le Badezet   | MBA      | Ret       |      |
| Ret  | Pier Paolo Bianchi     | MBA      | Ret       |      |
| Ret  | Paul Bordes            | MBA      | Ret       |      |
| Ret  | Corrado Catalano       | MBA      | Ret       |      |
| Ret  | Thierry Feuz           | MBA      | Ret       |      |
| Ret  | Jussi Hautaniemi       | MBA      | Ret       |      |
| Ret  | Fernando González      | JJ Cobas | Ret       |      |
| Ret  | Bady Hassaine          | MBA      | Ret       |      |
| Ret  | Jacques Hutteau        | MBA      | Ret       |      |
| Ret  | Esa Kytölä             | MBA      | Ret       |      |
| Ret  | Ian McConnachie        | MBA      | Ret       |      |
| Ret  | Claudio Macciotta      | MBA      | Ret       |      |
| Ret  | Lucio Pietroniro       | MBA      | Ret       |      |
| Ret  | Gilles Payraudeau      | MBA      | Ret       |      |
| Ret  | Thomas Møller-Pedersen | MBA      | Ret       |      |
| Ret  | Jean-Claude Selini     | MBA      | Ret       |      |
| DNQ  | Robin Milton           | MBA      | DNQ       |      |
| DNQ  | Pascal Serra           | Honda    | DNQ       |      |
| DNQ  | Jan Eggens             | MBA      | DNQ       |      |
| DNQ  | Philippe Souliez       | MBA      | DNQ       |      |
| DNQ  | Hans Spaan             | MBA      | DNQ       |      |
| DNQ  | Helmut Hovenga         | Seel     | DNQ       |      |
| DNQ  | Steve Mason            | MBA      | DNQ       |      |
| DNQ  | Peter Sommer           | Supeso   | DNQ       |      |
| DNQ  | Alexandre Laranjeira   | Yamaha   | DNQ       |      |
| DNQ  | Dave Brown             | MBA      | DNQ       |      |